# Matias Ferreira de Mira
Matias Boleto Ferreira de Mira (Canha, Aldeia Galega do Ribatejo, 21 de fevereiro de 1875 – Santa Isabel, Lisboa, 7 de março de 1953) foi um médico e político português. Publicou uma vasta obra na área da ciência médica, didáctica e pedagogia, e foi um importante historiador de medicina portuguesa.

## Biografia
Estudou Medicina na Escola Médico-Cirúrgica de Lisboa; iniciou funções como médico em Canha (1899 a 1910). Posteriormente dedicou-se à actividade docente: foi assistente (1912 a 1918) e professor encarregado do curso de Química Fisiológica (1918 a 1944) da Faculdade de Medicina da Universidade de Lisboa.
Foi o primeiro diretor do Instituto de Investigação Científica Bento da Rocha Cabral.
Teve ainda intensa actividade política: foi vereador da Câmara Municipal de Lisboa e deputado durante a Primeira República Portuguesa (eleito em 1921 e 1922 pelo círculo eleitoral de Santarém, nas listas do Partido Liberal Republicano). Iniciou a sua actividade partidária no Partido Unionista; em 1919 transitou para o Partido Liberal Republicano e, em Fevereiro de 1923, para o Partido Republicano Nacionalista. Viria a abandonar o PRN no final de Julho de 1925, conjuntamente com Manuel Ferreira da Rocha e Alberto de Moura Pinto, na sequência do apoio ao Governo de António Maria da Silva.